# Rezolucja Rady Bezpieczeństwa ONZ nr 1664
Rezolucja Rady Bezpieczeństwa ONZ nr 1664 została uchwalona 29 marca 2006 podczas 5401. posiedzenia Rady.
Rezolucja stanowi reakcję na toczące się negocjacje w sprawie stabilizacji sytuacji w Libanie. Rada nakłada na sekretarza generalnego obowiązek przygotowania raportu w sprawie ich przebiegu, dając mu jednak swobodę wyboru terminu jego przedłożenia.